# Liu Bian
Liu Bian, también conocido como Príncipe o Rey de Hongnong, fue el vigésimo noveno y penúltimo emperador de la Dinastía Han de China, gobernando brevemente en el año 189. También es conocido bajo el apodo de Shao ("pequeño"), un término chino utilizado para referirse a monarcas que gobernaron en un periodo de tiempo muy breve. Fue depuesto por el general Dong Zhuo después de cuatro meses de reinado, siendo reemplazado por su medio hermano de nueve años. Tras esto recibió el título honorífico de "Rey de Hangnong". Fue posteriormente asesinado por Dong Zhuo.

## Biografía

### Primeros años
Su madre fue una noble de apellido He proveniente de la ciudad de Wan (Nanyang), lugar de origen de la dinastía Han. Debido a su gran belleza, Ling la convirtió en su esposa y, en enero del 181, en su emperatriz. Ling había tenido otros hijos, pero todos habían muerto en el parto. Temeroso de la salud de su hijo, lo envió con un monje taoísta que le pudiera proteger con sus artes mágicas. A pesar de ser el hermano mayor, Liu Bian fue relegado en favor de Liu Xie. Ling no consideraba a Bian como un buen sucesor, aunque falleció antes de poder declarar un edicto sobre el caso. El 15 de mayo de 189, con trece años de edad, Liu Bian fue entronizado como nuevo Emperador de China.

### Reinado
Liu Bian apenas tuvo tiempo para gobernar el imperio, el cual había entrado en una severa crisis desde el reinado del emperador anterior. Por un lado, la autoridad imperial había ido decayendo; los gobernadores regionales, auténticos señores de la guerra, habían acumulado el poder suficiente para ser independientes del Emperador. Por otro lado, dentro del gobierno central ocurría un cruento enfrentamiento entre los eunucos y varias facciones de la nobleza que amenazaba con desestabilizar todo el imperio.
La mayor parte de la regencia de Liu Bian fue administrada por su tío He Jin, quien deseaba erradicar la influencia eunuca en la Corte. Los eunucos intentaron deponerle poco después del ascenso de Liu Bian, pero la conspiración fue descubierta y su líder ejecutado el 27 de mayo. He Jin insistió en deshacerse de los eunucos, pero la ahora Emperatriz viuda no aceptó el plan. Más adelante, diferentes señores de la guerra fueron llamados por He Jin para ayudarle en su conspiración. Sin embargo, este fue asesinado el 22 de septiembre, antes de que pudieran llegar a Luoyang. Los eunucos fueron a su vez asesinados por el ejército imperial, iniciando una lucha que devastó la ciudad. El general Dong Zhuo aprovechó el caos y tomó el control de la capital el 25 de septiembre, sin mucha resistencia. Liu Bian y su hermano fueron secuestrados por los eunucos sobrevivientes, pero estos fueron masacrados por las fuerzas de Dong.
Según algunas crónicas chinas, Liu Bian fue un líder débil e infantil. Se dice que, atemorizado por la figura autoritaria de Dong Zhuo, lloró de miedo y se sometió completamente a él. Sin embargo, es muy probable que estas historias hayan sido fabricadas con el propósito de justificar su posterior deposición. El emperador tenía dieciséis años, y posteriormente demostraría actos de verdadera valentía que contrastan con las historias fomentadas durante la regencia de Dong Zhuo. De cualquier forma, Dong convocó una reunión con la Corte Imperial expresando la cobardía e incompetencia del emperador, asegurando que era necesario su reemplazo. También amenazó con ejecutar a cualquier opositor, por lo que la nobleza tampoco tenía elección. El emperador abdicó el 28 de septiembre.

### Muerte
Liu Bian fue reemplazado por su hermano de nueve años, quien adoptó el nombre póstumo de Xian. Dong Zhuo trató con gran respeto al exemperador, dándole el título de "Rey de Hongnong" junto a una serie de otros privilegios. Dong no mostró la misma compasión con el resto de la nobleza, como su madre He, que fue capturada y obligada a suicidarse con veneno. En el año 190, una coalición de señores de la guerra se rebeló contra Dong exigiendo la liberación del emperador Xian. La rebelión fue aplastada, pero Dong temió que la situación se repitiera con Liu Bian, por lo que ordenó su muerte. En marzo, su asistente personal se le acercó para ofrecerle un elixir que "resolvería todos sus problemas". Liu Bian supo de qué se trataba, pero aceptó su destino y bebió el veneno. Pasó su última noche de vida al lado de su esposa y concubinas, bebiendo alcohol y cantando versos compuestos por sí mismo.